# 桑尼·戴爾
阿傑·辛格·戴爾（英語：Ajay Singh Deol，1957年10月19日—）或稱為桑尼·戴爾（英語：Sunny Deol），印度男演員、導演、製片人及政客，也曾是旁遮普邦古爾達斯布爾當選的人民院下議院議員。戴爾出演過眾多電影，主要以寶萊塢為主，足以進入印度電影票房收入最高的演員之列，且尤其以其憤怒的動作英雄形象而聞名。戴爾已獲得諸多獎項，涵蓋印度國家電影獎及印度電影觀眾獎。
戴爾是演員達曼德拉的長子，1983年憑藉《驯马师的爱情故事》首次亮相寶萊塢，並在商業表現上取得成功。他在《阿俊》（1985年）、《黑暗世界》（1988年）和《三位一體》 （1989年）等動作片中取得了進一步的票房成功，並憑藉《鐵窗怒火》（1990年）榮獲印度電影觀眾獎最佳男主角及印度國家電影獎特別評審獎 (劇情長片)。又因在《達米尼》（1993年）中的演出而獲得印度國家電影獎最佳男配角和印度電影觀眾獎最佳男配角。之後的《愛的恐懼》（1993年）、《最后的胜利》（1996年）、《硬漢的複仇》（1996年）、《絕境逢生》（1997年）與《侠盗阿俊》（1999年）繼續令他的演藝事業發展起來。
2001年，戴爾主演的《邊關風暴》大獲成功，商業成績超越以往的作品，當時登上票房最高的印地語電影。隨後，他與父親及弟弟鮑比·戴爾一起主演了《我们的梦想》（2007年）和《瘋狂家庭》（2011年）。戴爾的事業經歷十多年的低迷後，直到2023年的《邊關風暴2》才東山再起；該片成為當年票房第四高的印度電影，更創下他個人電影的票房紀錄。《邊關風暴2》也令戴爾成為首位60歲之後以主角的身份創造出歷史紀錄大片的印度演員。
戴爾的動作英雄形象被外界比作席維斯·史特龍，為此贏得了「印度藍波」（Indian Rambo）的綽號。戴爾2019年4月加入印度人民黨，並最終贏得旁遮普邦古爾達斯布爾人民院選區的2019年人民院議員。2024年宣布決定不再尋求連任。

## 早年及家族
桑尼·戴爾本名阿傑·辛格·戴爾（Ajay Singh Deol），1957年10月19日出生於東旁遮普萨赫内瓦尔村莊的旁遮普家庭。父母為寶萊塢演員達曼德拉及其妻普拉卡什·考爾（Prakash Kaur）。從小到大，調皮的戴爾常常因行為不端而被母親賞耳光，但仍度過了美好的童年，並感受到了她的愛。戴爾很怕父親，從小就對父親抱持著高度尊敬且服從的態度。

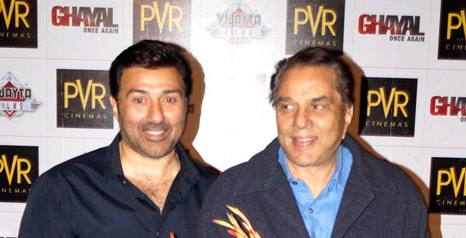
戴爾與父親達曼德拉於2016年的合影

戴爾在孟買的聖心男孩高中完成學業，並繼續在同城市的拉姆尼蘭詹·阿南迪拉爾·波達商經學院接受高等教育。他公開承認有閱讀障礙，導致在學校閱讀和寫作方面出現困難。但在體育和課外活動方面表現出色。在大學裡，戴爾是個愛與人吵架並打架的學生，且常在車上攜帶金屬棒和曲棍球棒防身。他還參加街頭比賽並對自己的汽車進行改裝。他想以賽車為職業，但遭到家人的拒絕。
大學畢業後，戴爾繼續學習戲劇。他參加了英國伯明罕著名的伯明罕話劇團，以進行舞台表演。返回印度後受到沙希·卡浦爾的個人推薦，得以參演自己的電影處女作。
戴爾有個同樣從事演員的弟弟——鮑比，還有定居於美國加州的兩個姊妹——維傑塔（Vijayta）及阿吉塔（Ajeeta）。達曼德拉再婚希瑪·馬連尼後，馬連尼成為了戴爾的繼母。馬連尼之女伊莎及阿哈娜（Ahana）則成為他同父異母的妹妹。表親阿比也是演員。

## 私生活
戴爾之妻琳達·「普賈」·戴爾（Lynda "Pooja" Deol）來自英印家庭，父親克里希納·戴夫·瑪哈爾（Krishan Dev Mahal）是印度人，而母親瓊·莎拉·瑪哈爾（June Sarah Mahal）是英國人。戴爾與妻子育有兩子——卡倫（Karan）及拉傑維爾（Rajveer）。
卡倫長期參與家族製作的電影；如《疯狂家庭2》（2013年）的助理導演，並在片中由迪爾吉特·多桑吉演唱的歌曲中作饒舌。2019年，他以《贴心的每一刻》首次亮相寶萊塢。隨後，他主演了《懶惰蟲》（2021年）。2023年6月，卡倫在戴爾家族（包括桑尼·戴爾、達曼德拉和鮑比·戴爾）在場的情況下，與德里莎·阿查里亞（Drisha Acharya）結婚。同年，拉傑維爾以《雙方》首次亮相寶萊塢。
戴爾及家族雖然頗具影響力並經常登上媒體版面，但他們私生活保持低調，很少參加社交活動並將活動保密。
戴爾和家族的其他成員一樣，屬於雅利安社，只信奉《吠陀》，宣揚一神論，反對此運動認為的迷信，包括偶像崇拜。

## 外部連結
- 桑尼·戴爾在互联网电影资料库（IMDb）上的資料（英文）